# Markuskirche (Dresden)

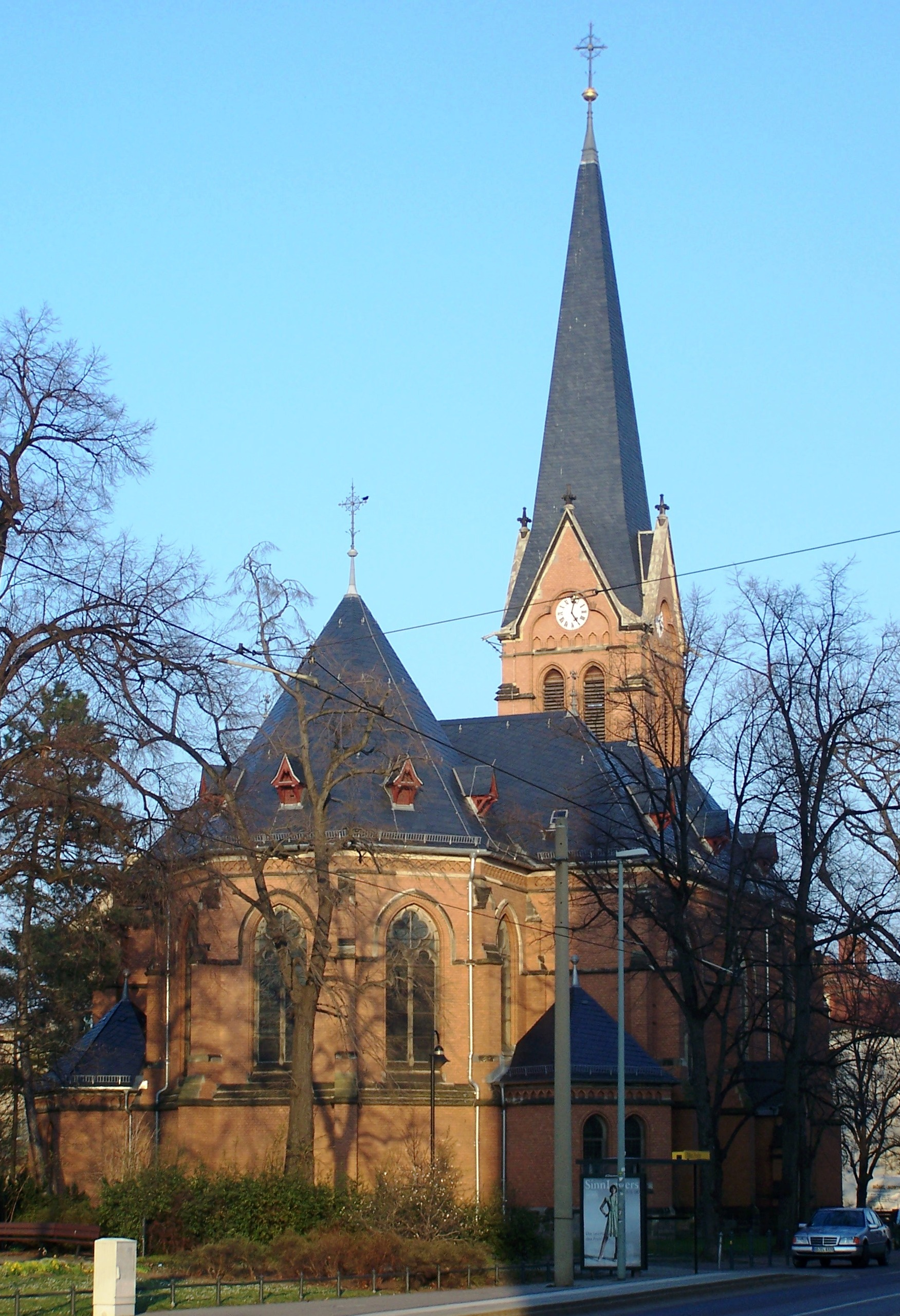
Markuskirche in Pieschen

Die Markuskirche ist eine evangelische Kirche im Dresdner Stadtteil Pieschen. Sie steht auf dem Markusplatz zwischen der Bürgerstraße, Torgauer und Osterbergstraße. Die Kirche ist nach dem Evangelisten Markus benannt.

## Geschichte

### Gemeindegründung

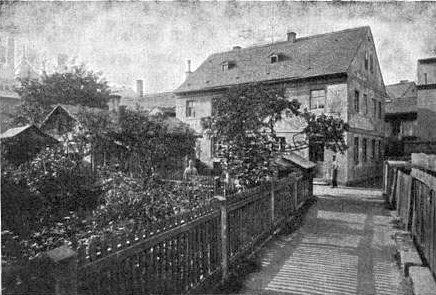
Erster Betsaal der Gemeinde

Die Einwohnerzahl Pieschens war zwischen 1870 und 1885 von 1850 auf fast 8000 angewachsen. Der Weg zum Gottesdienst in der Kaditzer Emmauskirche dauerte fast eine Stunde. Daher richtete der damalige Gemeindevorstand Franz Theodor Ziller 1876 einen ersten Gottesdienstraum in seiner Tischlerei auf der Konkordienstraße 5 ein. Am 15. Oktober fand dort der erste Gottesdienst unter Leitung des Kaditzers Pfarrers Henrici statt. Die Gottesdienste im Betsaal waren sehr beliebt. Um mehr Platz zu haben, wurden sie 1879 in die benachbarte neue Schule verlegt. Drei Jahre später waren auch diese Räume zu klein, man zog in die Turnhalle der Schule um.
Ab 1882 beschäftigte sich der Pieschner Gemeinderat mit der Abpfarrung von Pieschen aus der Parochie Kaditz. Am 28. Mai 1883 beschlossen der Kaditzer Kirchenvorstand und der Pieschner Gemeindevorstand vor der Königlichen Kircheninspektion die Abpfarrung. Am 12. August 1883 wurde der erste Kirchenvorstand der neuen Gemeinde gewählt. Dieser bestand aus 7 Pieschnern und 2 Trachenbergern. Zu dieser Zeit besaß die Gemeinde bereits die nötigen gottesdienstlichen Geräte, schöne Messkelche und eine Glocke in f-Moll. Letztere lud bereits in der Schule die Gläubigen zum Gottesdienst. Zur Erweiterung auf ein volles Geläut fand eine Sammlung statt. Am 13. März 1883 konnten die Kirchenglocken geweiht werden. Der Sägewerkbesitzer Ernst Grumbt spendete den Glockenturm, der im Schulhof aufgestellt wurde.
Pieschen wurde im Jahr 1884 wegen des Bevölkerungsanstiegs aus dem Kirchspiel Kaditz ausgepfarrt und bildete zusammen mit Trachenberge eine eigene Parochie.

### Kirchenbau

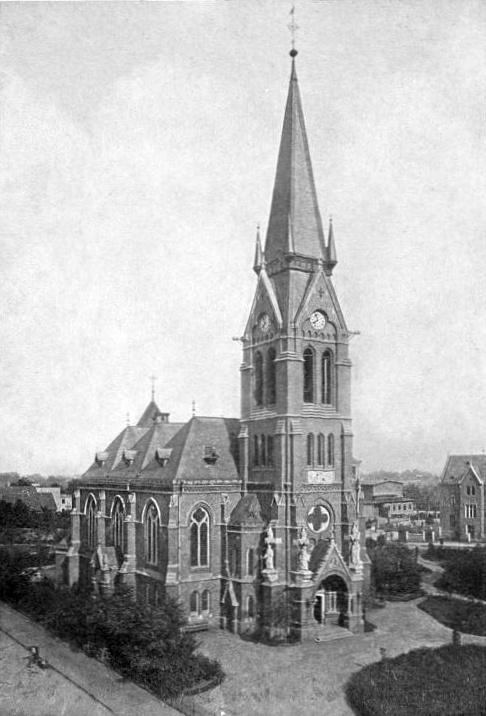
Die Kirche um 1900

Schon vor Gründung der Parochie war 1880 mit der Schenkung von gut 800 Mark eines Rentiers Müller der Grundstock zu einem Kirchenbaufonds gelegt worden. Ein Kaufmann Felix aus Leipzig spendete weitere 3000 Mark. Zusammen mit Kollekten der Gottesdienste befanden sich zur Parochiegründung 4800 Mark im Fonds. Schon vor 1884 war aus diesem Fonds Land für die Gründung des Markusfriedhofs gekauft wurden. Dieser konnte am 6. Januar 1884 eingeweiht werden. Am 10. Juli 1884 fand die Weihe der Trauerhalle auf dem Friedhof statt.
Parallel dazu wurde ein Kirchenbauverein gegründet um durch Sammlungen, Veranstaltungen und Verlosungen Geld für den Kirchenbaufonds zu erwirtschaften. Innerhalb von drei Jahren kamen 24.000 Mark zusammen. Schon 1885 konnte man den Bauplatz für die Kirche erwerben. Daraufhin wurde der Architekten Christian Schramm mit den Planungen der Kirche betraut. Die veranschlagten Kosten lagen bei 120.000 Mark. Eine Landeskollekte von 11.300 Mark und eine außerordentliche Bauunterstützung von 12.000 Mark durch das Landeskonsistorium halfen, die Summe zusammenzutragen.
Am 24. Juni 1886 stimmte der Kirchenvorstand den Entwürfen Schramms zu. Am 18. Oktober desselben Jahres fand die Grundsteinlegung statt. Am 2. Juli 1882 konnte Richtfest gefeiert werden und im März 1888 war der Bau abgeschlossen. Die Weihe der St. Markuskirche fand am 21. März 1888 statt. Zur Ausstattung erhielt die Gemeinde zahlreiche Geschenke: wertvolle Abendmahlsgeräte, silberne Altarleuchter, eine kupferne Taufschüssel, bunte Glasfenster der Firma Bruno Urban, ein schmiedeeisernes Lesepult und einen ebensolchen Opferstock sowie Teppiche, Sammelbecken und anderes mehr.
Am 1. Juli 1897 wurden die Gemeinden Pieschen und Trachenberge nach Dresden eingemeindet.

### 20. Jahrhundert

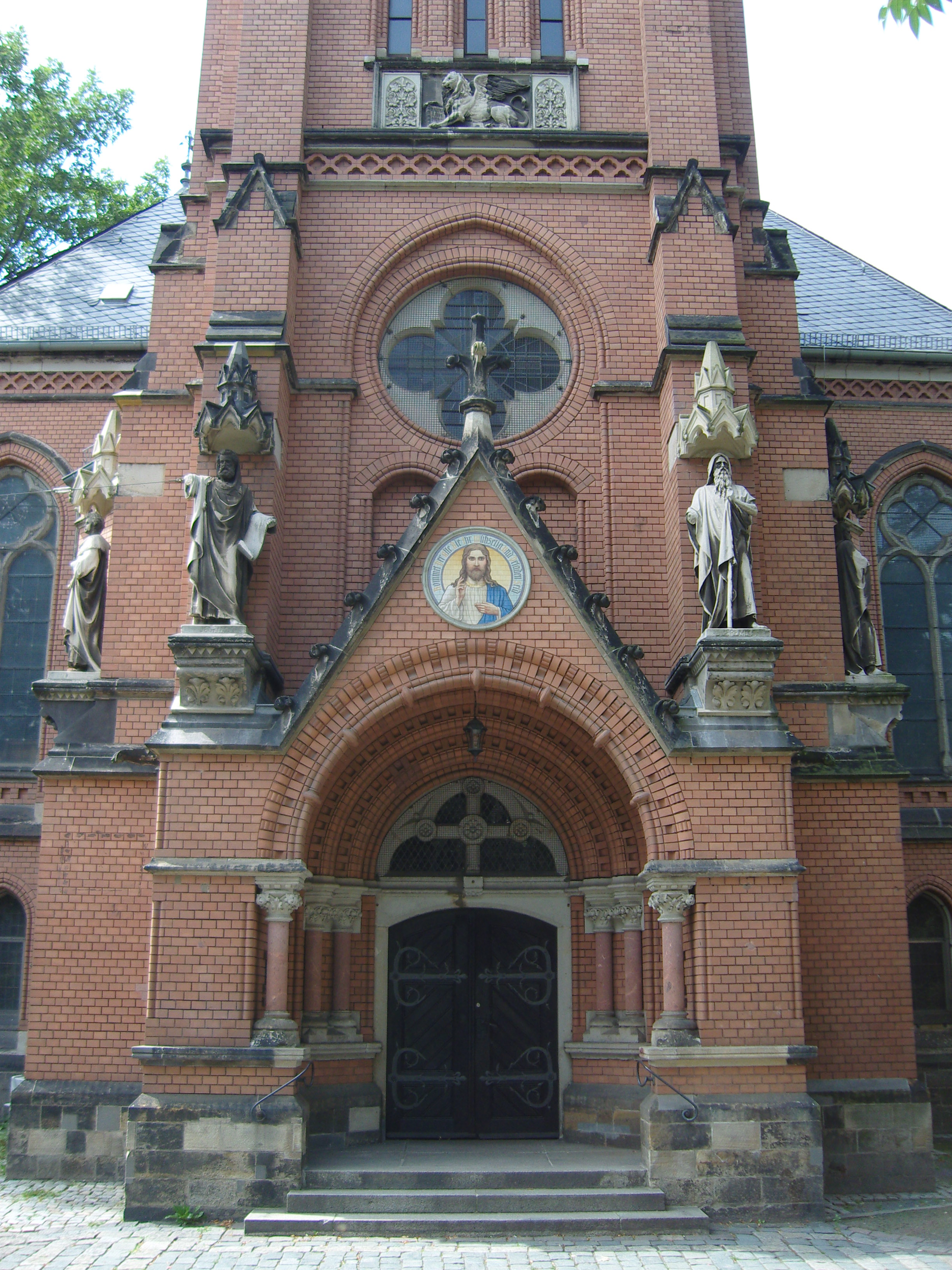
Eingangsportal mit vier Propheten

Während der Luftangriffe auf Dresden im Februar 1945 beschädigten Sprengbomben die Markuskirche. Die Nutzung blieb jedoch möglich. Die zerstörten Kirchenfenster ersetzte der Dresdner Kunstmaler Helmar Helas bis 1951 durch eigene Gestaltungen. Das Dach, die Turmhaube und die Statuen wurden ebenfalls repariert. In den 1960er Jahren erfolgte eine umfassende Renovierung des Kircheninneren und ab 1978 der Außenfassade.
Seit 1999 gehört die Markuskirche zur Evangelisch-Lutherischen Laurentiusgemeinde.

## Beschreibung
Die neogotische Markuskirche fasst 900 Personen. Der rote Backsteinbau hat einen 45 Meter hohen Turm. Das Maßwerk, die Abdeckungen der Strebepfeiler und die Gewölbepfeiler im Inneren sind aus Sandstein. Das Langhaus ist ziemlich breit, fast quadratisch, durchgängig gewölbt und mit Querdächern versehen. Der Chor ist an der Westseite angebaut, ebenfalls gewölbt und mit einem Zeltdach gedeckt. Zu beiden Seiten des Chors befinden sich die Sakristei und die Taufkapelle.
Am Portal auf der Ostseite der Kirche befinden sich seit 1891 vier Prophetenstatuen. Diese waren ein Geschenk des akademischen Rats. Robert Henze schuf sie aus französischem Kalkstein. Diese stellen die Propheten Jesaja, Jeremia, Hesekiel und Daniel dar. Über dem Portal ist ein geflügelter Löwe, das Sinnbild des Evangelisten Markus, angebracht.
Rund um die Kirche befindet sich ein kleiner Park mit Bäumen und Sträuchern. Zur Einweihung der Kirche stand vor dieser ein Denkmal von 1895 zur Erinnerung an den Deutsch-Französischen Krieg. Bezahlt wurde das Denkmal von Bürgern der Gemeinde. Auf einem Sandsteinpostament stand eine Säule, die einen auffliegenden Adler aus Bronze trug.

## Innengestaltung

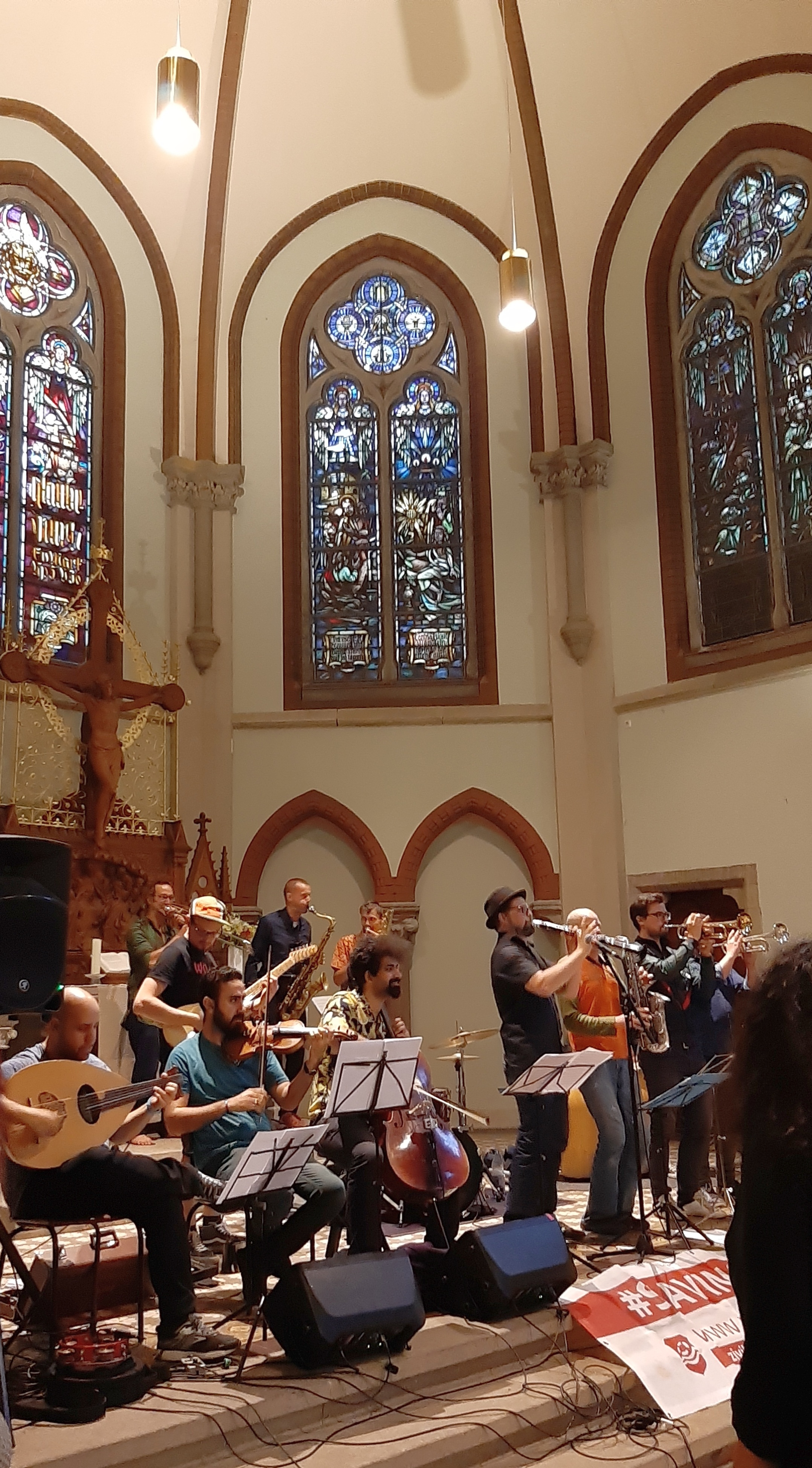
Chorbereich

Der Altar mit geschnitztem Abendmahlsrelief sowie die Kanzel mit Darstellungen der vier Evangelisten stammen von Oskar Rassau.
Die Orgel wurde von der Firma Eule Orgelbau Bautzen gefertigt, sie hat eine seltene mechanische Kegellade. Die Orgel hat 26 Register und 1539 Pfeifen und zeichnete sich durch ein romantisches Klangbild aus. Aufgrund zahlreicher Umbauten war eine komplette Restaurierung des Instrumentes notwendig.
Die drei Stahlgussglocken im Turm der Kirche wurden 1929 in Bochum gegossen.

## Pfarrhaus

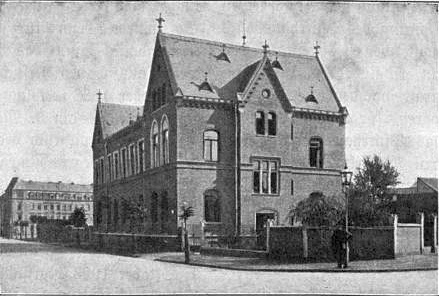
Das Pfarrhaus um 1900

Nahe der Markuskirche wurde zwischen 1890 und 1891 ein Pfarrhaus im gleichen Stil wie die Markuskirche errichtet. Die Planungen dazu hatten schon vor dem Kirchenbau begonnen. Für die parallele Errichtung fehlten die Ressourcen. Inzwischen waren aber zwei Pfarrer angestellt, für welche man Wohnraum schaffen musste. Erneut wurde der Architekt Christian Schramm mit den Planungen beauftragt. Die Kosten betrugen 60.000 Mark.
Im Erdgeschoss befanden sich ein Konfirmandensaal, ein „Expeditionssaal“, das Sitzungszimmer des Kirchenvorstands und Studierzimmer des Pfarrers und einige Wohnzimmer. Die eigentlichen Amtswohnungen lagen im ersten und zweiten Obergeschoss. Beide hatten einen eigenen Eingang an jeweils einer Gebäudeseite und waren in der Mitte des Hauses getrennt. Hinter dem Pfarrhaus befand sich ein Garten.